# Gare de Gogama
La  gare de Gogama est une gare canadienne de la ligne du Canadien. Elle est située à Gogama dans le District de Sudbury. 
C'est un point d'arrêt à la demande de Via Rail Canada.

## Situation ferroviaire
Établie à 356 mètres d'altitude, la gare de Cogama est située sur une ligne de Vancouver à Toronto, entre les gares de Foleyet et Westree.

## Histoire

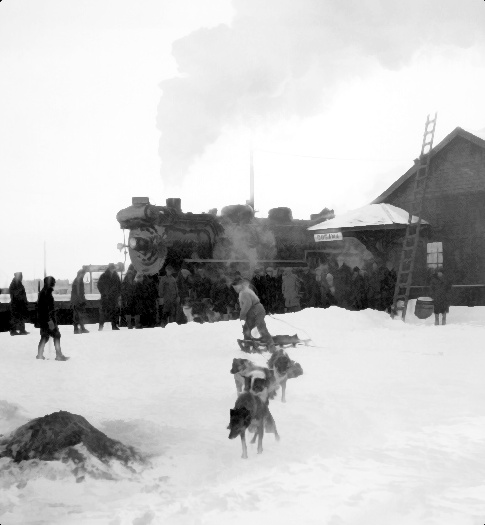
La gare en 1930.

## Service des voyageurs

### Accueil
Point d'arrêt Via Rail Canada, de type « poteau indicateur », sans personnel ni installations.

### Desserte
L'arrêt Cogama est desservi, à la demande, par Le Canadien, quotidiennement y passent : le train no 1 Toronto-Vancouver et le train no 2 Vancouver-Toronto. L'exploitant recommande d'acheter son billet 24 heures avant le départ pour être certain de l'arrêt du train,.

### Intermodalité
Le stationnement des véhicules est possible à proximité.